# Cristopher Núñez
Cristopher Antonio Núñez González (Cartago, 8 dicembre 1997) è un calciatore costaricano, centrocampista del Cartaginés e della nazionale costaricana.

## Carriera

### Club
Cresciuto nel settore giovanile del Cartaginés, ha esordito in prima squadra il 25 settembre 2016 disputando l'incontro di Primera División vinto 3-0 contro il San Carlos.

### Nazionale
Con l'Under-20 ha preso parte al Mondiale di categoria nel 2017.
Il 1º febbraio 2020 ha esordito con la nazionale costaricana giocando l'amichevole persa 1-0 contro gli Stati Uniti.

## Statistiche

### Presenze e reti nei club
Statistiche aggiornate al 18 giugno 2021.
| Stagione        | Squadra         | Campionato      | Campionato | Campionato | Coppe nazionali | Coppe nazionali | Coppe nazionali | Coppe continentali | Coppe continentali | Coppe continentali | Altre coppe | Altre coppe | Altre coppe | Totale | Totale |
| Stagione        | Squadra         | Comp            | Pres       | Reti       | Comp            | Pres            | Reti            | Comp               | Pres               | Reti               | Comp        | Pres        | Reti        | Pres   | Reti   |
| --------------- | --------------- | --------------- | ---------- | ---------- | --------------- | --------------- | --------------- | ------------------ | ------------------ | ------------------ | ----------- | ----------- | ----------- | ------ | ------ |
| 2016-2017       | Cartaginés      | PD              | 11         | 0          |                 | -               | -               |                    | -                  | -                  |             | -           | -           | 11     | 0      |
| 2017-2018       | Cartaginés      | PD              | 14         | 0          |                 | -               | -               |                    | -                  | -                  |             | -           | -           | 14     | 0      |
| 2018-2019       | Cartaginés      | PD              | 31         | 6          |                 | -               | -               |                    | -                  | -                  |             | -           | -           | 31     | 6      |
| 2019-2020       | Cartaginés      | PD              | 37         | 4          |                 | -               | -               |                    | -                  | -                  |             | -           | -           | 37     | 4      |
| 2020-2021       | Cartaginés      | PD              | 36         | 6          |                 | -               | -               |                    | -                  | -                  |             | -           | -           | 36     | 6      |
| Totale carriera | Totale carriera | Totale carriera | 129        | 16         |                 | -               | -               |                    | -                  | -                  |             | -           | -           | 129    | 16     |

### Cronologia presenze e reti in nazionale
| Cronologia completa delle presenze e delle reti in nazionale ― Costa Rica | Cronologia completa delle presenze e delle reti in nazionale ― Costa Rica | Cronologia completa delle presenze e delle reti in nazionale ― Costa Rica | Cronologia completa delle presenze e delle reti in nazionale ― Costa Rica | Cronologia completa delle presenze e delle reti in nazionale ― Costa Rica | Cronologia completa delle presenze e delle reti in nazionale ― Costa Rica | Cronologia completa delle presenze e delle reti in nazionale ― Costa Rica | Cronologia completa delle presenze e delle reti in nazionale ― Costa Rica |
| Data                                                                      | Città                                                                     | In casa                                                                   | Risultato                                                                 | Ospiti                                                                    | Competizione                                                              | Reti                                                                      | Note                                                                      |
| ------------------------------------------------------------------------- | ------------------------------------------------------------------------- | ------------------------------------------------------------------------- | ------------------------------------------------------------------------- | ------------------------------------------------------------------------- | ------------------------------------------------------------------------- | ------------------------------------------------------------------------- | ------------------------------------------------------------------------- |
| 1-2-2020                                                                  | Carson                                                                    | Stati Uniti                                                               | 1 – 0                                                                     | Costa Rica                                                                | Amichevole                                                                | -                                                                         | 78’                                                                       |
| 10-10-2020                                                                | San José                                                                  | Costa Rica                                                                | 0 – 1                                                                     | Panama                                                                    | Amichevole                                                                | -                                                                         | 75’                                                                       |
| 30-3-2021                                                                 | Wiener Neustadt                                                           | Messico                                                                   | 1 – 0                                                                     | Costa Rica                                                                | Amichevole                                                                | -                                                                         | 74’                                                                       |
| 15-6-2023                                                                 | Carson                                                                    | Costa Rica                                                                | 0 – 1                                                                     | Guatemala                                                                 | Amichevole                                                                | -                                                                         | 4’ 64’                                                                    |
| 20-6-2023                                                                 | Chester                                                                   | Ecuador                                                                   | 3 – 1                                                                     | Costa Rica                                                                | Amichevole                                                                | -                                                                         | 46’                                                                       |
| 26-6-2023                                                                 | Fort Lauderdale                                                           | Costa Rica                                                                | 1 – 2                                                                     | Panama                                                                    | Gold Cup 2023 - 1º turno                                                  | -                                                                         | 72’                                                                       |
| 30-6-2023                                                                 | Harrison                                                                  | El Salvador                                                               | 0 – 0                                                                     | Costa Rica                                                                | Gold Cup 2023 - 1º turno                                                  | -                                                                         | 46’ 73’                                                                   |
| 4-7-2023                                                                  | Harrison                                                                  | Costa Rica                                                                | 6 – 4                                                                     | Martinica                                                                 | Gold Cup 2023 - 1º turno                                                  | -                                                                         | 75’                                                                       |
| 8-7-2023                                                                  | Arlington                                                                 | Messico                                                                   | 2 – 0                                                                     | Costa Rica                                                                | Gold Cup 2023 - Quarti di finale                                          | -                                                                         | 83’                                                                       |
| 8-9-2023                                                                  | Newcastle upon Tyne                                                       | Arabia Saudita                                                            | 1 – 3                                                                     | Costa Rica                                                                | Amichevole                                                                | -                                                                         | 88’                                                                       |
| 12-9-2023                                                                 | Zagabria                                                                  | Costa Rica                                                                | 1 – 4                                                                     | Emirati Arabi Uniti                                                       | Amichevole                                                                | -                                                                         | 58’ 60’                                                                   |
| 7-6-2025                                                                  | Bridgetown                                                                | Bahamas                                                                   | 0 – 8                                                                     | Costa Rica                                                                | Qual. Mondiali 2026                                                       | -                                                                         | 46’                                                                       |
| 29-6-2025                                                                 | Minneapolis                                                               | Stati Uniti                                                               | 2 – 2 (4 – 3 dtr)                                                         | Costa Rica                                                                | Gold Cup 2025 - Quarti di finale                                          | -                                                                         | 74’                                                                       |
| Totale                                                                    |                                                                           | Presenze                                                                  | 13                                                                        |                                                                           | Reti                                                                      | 0                                                                         |                                                                           |